# Suzanne Rose Elosu

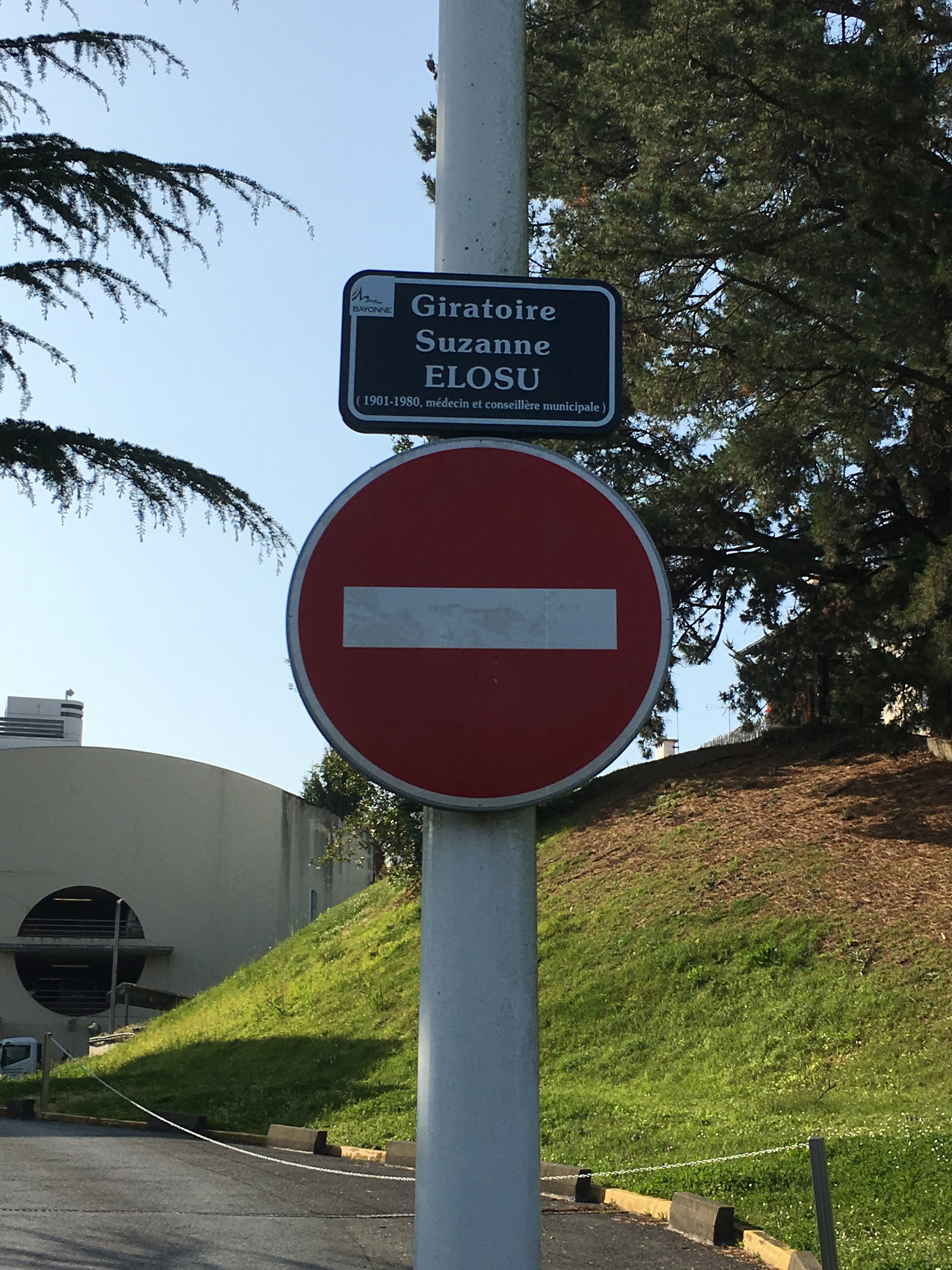
Rotonda Suzanne Elosu

Suzanne Elosu (Aldudes, 1901-Bayona 1980) fue una política y médica vasca. Hija del médico y activista anarquísta Fernando Elosu.
Fue consejera municipal (concejala) del ayuntamiento de Bayona desde 1945 hasta 1959. En 1945 se convirtió en la primera mujer electa para el consistorio municipal bayonés, el mismo año en el que se aprobó el derecho a voto de las mujeres en Francia.
Como médica destacó por ser pionera en la defensa del parto sin dolor.
En el año de 1929 publicó el libro La Maladie de Jean-Jacques Rousseau, donde por primera vez alguien intentó relacionar los síntomas psiquiátricos y los genito-urinarios. Su diagnóstico fue el de un "delirio tóxico de interpretación" debido a que una posible "retracción de la uretra" le produjo la dificultad para orinar y esto lo llevó, con los años, a una "uremia renal crónica" que le generó la "intoxicación de las células cerebrales" y su ulterior delirio. El éxito de este diagnóstico ha llegado hasta nuestro tiempo y algunos biógrafos lo consideran la mejor teoría para las patologías de Rousseau.
En 2011 el pleno del ayuntamiento de Bayona acordó por unanimidad bautizar una rotonda entre Lauga y los hospitales con el nombre de Suzanne Elosu.